# Кароліна Міхаеліс ді Вашконселуш
Каролі́на Міхае́ліс ді Вашконсел́уш (порт. Carolina Michaëlis de Vasconcelos, *15 березня 1851, Берлін, Німеччина — 22 жовтня 1925, Порту, Португалія) — португальська філологиня-романістка і перекладачка німецького походження кінця XIX століття — 1-ї четверті XX століття, літературний критик, письменниця, лексикографиня і фольклористка; професор Коїмбрського університету (1911), член Лісабонської академії наук (1912).
Наукова спеціалізація К. Міхаеліс ді Вашконселуш — португалістика, зокрема дослідження португальської літератури Середньовіччя та Відродження. Перша жінка-університетська викладачка в країні; авторка першого критичного видання «Пісенник Ажуда» галісійсько-португальською мовою. Важливим є внесок науковиці в міжкультурний діалог, посередництво між португальською та німецькою і в цілому європейською та світовою культурою.

## З життєпису
Батько Кароліни, Густав Міхаеліс (1813—1895) був викладачем математики, вивчав історію писемності, орфографію й стенографію. У 1851 році викладав у Берлінському університеті, очолював Тахеографічний відділ парламенту Пруссії. Мати, Луїза Лобек (Luise Lobeck, 1809—1863), походила зі Штеттіна, де одружилася у 1838 році. У родині було 8 дітей, наймолодшою з яких була Кароліна.
Від 7 до 16 років Кароліна навчалась у Вищій муніципальній жіночій школі Берліна. У середині XIX століття в Німеччині жінок не допускали до навчання в університетах, тому Кароліна здобувала освіту вдома, вивчаючи класичну давньогрецьку і римську літературу, слов'янські, семітські і романські мови, в тому числі португальську та арабську.
Починаючи від 1867, тобто з 16 років, почала публікувати статті з іспанської та італійської філології. Інтерес до португальської мови виявився згодом. Невдовзі про феномен Кароліни дізналися європейські філологи. Провідний дослідник середньовічної літератури Гастон Паріс у листі до Кароліни висловлював подив, що 19-річна дівчина володіє такими багатими знаннями, на засвоєння яких інші витрачають 12—15 років. У листування з молодою німкенею, яка жваво цікавилась культурою й літературою Португалії, вступили Теофілу Брага, Алешандре Еркулану тощо. Відтак, видатні здібності і хист до мов дозволили ді Вашконселуш стати загальновизнаною перекладачкою вже у досить юному віці.
У 1872 році почала працювати перекладачкою в МЗС Німеччини, у відділі зв'язків з країнами Піренейського півострова.
У 1876 році одружилася з Жоакімом ді Вашконселушем (Joaquim de Vasconcelos), музикознавцем і істориком мистецтв, уродженцем Порту. Шлюб зареєстрували в Берліні, де в той час навчався Вашконселуш. Того ж року переїхала у рідне місто чоловіка.
У наступному (1877) році провела декілька місяців у бібліотеці Палацу Ажуда, де розшифровувала середньовічний манускрипт «Пісенник Ажуда». Тоді й розпочалася багаторічна кропітка праця над першим науковим виданням рукопису, що тривала 27 років і завершилась виходом у світ монументального відкоментованого двотомника у 1904 році.
У 1911 році К. Міхаеліс ді Вашконселуш запрошена викладати в Лісабонському університеті. Не бажаючи залишати Порту, науковиця перевелась у більш близький Коїмбрський університет, де була запрошеною професоркою і почала викладання у січні 1912 року, з часу створення філологічного факультету.
У Коїмбрському університеті К. Міхаеліс ді Вашконселуш викладала до лютого 1925 року (року її смерті). Останнього року життя також очолювала журнал «Лузитанія».

## Наукові звершення
Кароліна Міхаеліс ді Вашконселуш — авторка критичних видань творів Камоенса, Жила Вісенте, Са ді-Міранди й праць про їх творчість, про літературу класицизму та романтизму, про різні аспекти португальської лінгвістики; як фольклористка знана виданням авторитетного зібрання португальських паремій (1905).
Загалом бібліографія науковиці налічує близько 180 найменувань.
Вибрана бібліографія
- Poesias de Francisco de Sá de Miranda / Edição feita sobre cinco manuscriptos ineditos e todas as edições impressas acompanhada de um estudo sobre o poeta, variantes, notas, glossario e um retrato por Carolina Michaëlis de Vasconcelos. — Halle, 1885. — 16, CXXXVI, 949, [3] p. (1a ed. Halle, Max Niemeyer, 1880).
- História da Literatura Portuguesa, 1897.
- A infanta D. Maria de Portugal (1521—1577) e as suas damas / Carolina Michaëlis de Vasconcellos. — 1.ª edição. — Porto : Typ. a vapor de A. J. de Souza & irmão, 1902. — 124 p.
- Cancioneiro da Ajuda (Volume 1. Cantigas). Halle, Max Niemeyer, 1904.
- Cancioneiro da Ajuda. Edição crítica e comentada. — Halle a. S : Max Niemeyer, 1904. — Vol. 2. — 1001 p.
- Dicionário Etimológico das Línguas Hispânicas.
- Estudos sobre o Romanceiro Peninsular: Romances Velhos em Portugal.
- As Cem Melhores Poesias Líricas da Língua Portuguesa, 1914.
- A Saudade Portuguesa / Carolina Michaëlis de Vasconcelos. — Porto, 1914. — 145 p.
- Notas Vicentinas: Preliminares de uma Edição Crítica das Obras de Gil Vicente, 1920-1922.
- Autos portugueses de Gil Vicente y de la Escuela Vicentina / con una introducción de Carolina Michaëlis de Vasconcellos. — edición facsímil. — Madrid, 1922. — 129, [448] p.
- Glossário do Cancioneiro da Ajuda. — Lisboa : Livraria Clássica Editora, 1921.
- Introdução // Bernardim Ribeiro e Cristvão Falcão. Obras / Bernardim Ribeiro / Anselmo Braamcamp Freire, Carolina Michaëlis de Vasconcellos. — Coimbra : Imprensa da Universidade, 1923. — Vol. 1. — 322 p. — (Biblioteca de Escritores Portugueses) — 50 прим.
- Mil Provérbios Portugueses. Braunschweig. 1905

## Визнання

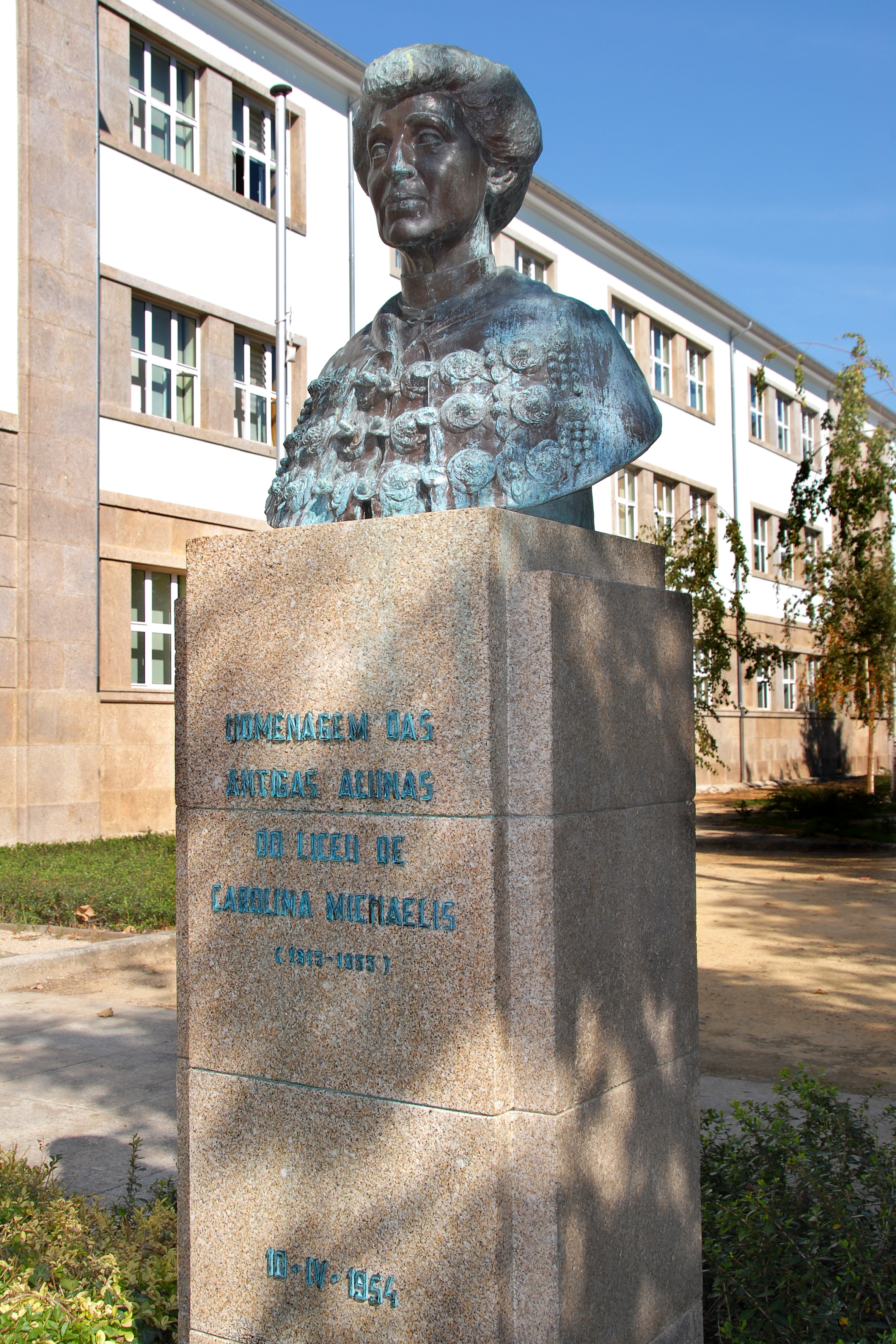
Погруддя К. Міхаеліс ді Вашконселуш біля школи, що носить її ім'я, Порту

Про наукові заслуги Кароліни Міхаеліс ді Вашконселуш свідчать присудження почесних титулів, з-поміж яких звання почесного доктора Фрайбурзького (1893), Коїмбрського (1916) і Гамбурзького (1923) університетів. У 1901 році король Португалії Карлуш I нагородив Вашконселуш орденом Святого Якова і Меча.
До століття від час виходу фундаментального дослідження «Пісенник Ажуда» Кароліни Міхаеліс де Вашконселуш у травні 2004 року у Сантьяго-де-Компостела (Галісія, Іспанія) був проведений конгрес «„Пісенник Ажуда“: через сто років» (O Cancioneiro da Ajuda, cen anos despois), а наступного (2005) року був випущений збірник статей.
Одна з центральних станцій метро Порту має назву Carolina Michaëlis, ім'я науковиці носить середня школа по вулиці Інфанти Донни Марії в Порту (Escola Secundária Carolina Michaëlis).